# Базеличе
Базеличе (итал. Baselice) — коммуна в Италии, располагается в регионе Кампания, подчиняется административному центру Беневенто.
Население составляет 2841 человек, плотность населения составляет 60 чел./км². Занимает площадь 47 км². Почтовый индекс — 82020. Телефонный код — 0824.
Покровителем коммуны почитается святой Леонард Ноблакский, празднование 6 ноября.